# Gyula Peidl
Gyula Peidl (Ravazd, Imperio austrohúngaro, 4 de abril de 1873-Budapest, Hungría, 22 de enero de 1943), político húngaro socialdemócrata, efímero primer ministro del Gobierno de transición tras la caída de la República Soviética Húngara.

## Comienzos
Encabezó el sindicato de impresores desde comienzos del siglo XX. En 1909 ingresó en la dirección del Partido Socialista.
Durante el Gobierno de Mihály Károlyi fue ministro de Trabajo y Bienestar. Opuesto a la unión del partido con los comunistas a comienzos de la república soviética, dimitió de su cargo en la dirección pero mantuvo su pertenencia al nuevo partido unificado.

## Llegada al Gobierno

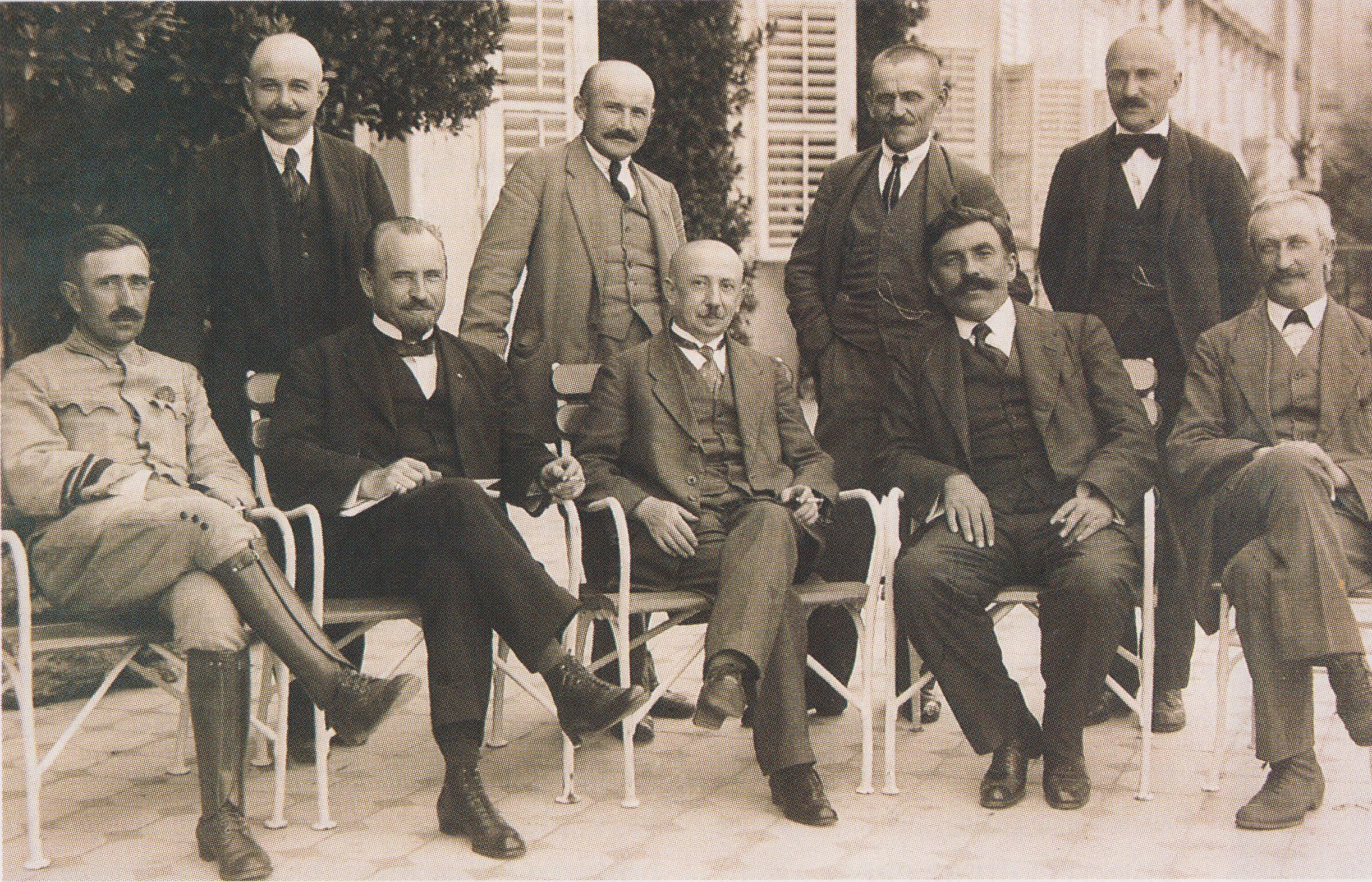
El efímero Consejo de Ministros de Peidl de agosto de 1919, dominado por sindicalistas.

En julio de 1919, las tropas rumanas cruzaron el Tisza y marcharon hacia Budapest. El 1 de agosto de 1919, Béla Kun cedió el poder a un Gobierno moderado formado únicamente por socialdemócratas, controlado por dirigentes sindicales y abandonó al día siguiente el país. El Parlamento republicano aceptó unánimemente el cambio de Gobierno ante la impopularidad del régimen soviético y la derrota, que auguraba la pronta ocupación rumana de la capital. El presidente Sándor Garbai convocó a Peidl y le comunicó su encargo de formar Gobierno, así como la lista de ministros, que Peidl aceptó con renuencia por su cercanía al anterior gabinete.
La posición del Gobierno era débil, sometida a diversas presiones: opositores en la capital, el Ejército Nacional contrarrevolucionario de Horthy, al que desertaron algunas unidades militares menores, o los oportunistas que abandonaron a los socialistas tras haber respaldado la república soviética.

## Medidas de gobierno
El gabinete contenía cuatro antiguos comisarios del Gobierno Kun, transformados rápidamente en socialdemócratas, que conservaron importantes carteras ministeriales (entre ellas Defensa o Exteriores). En su primera reunión el 2 de agosto, quedó abolida la república soviética y se declaró de nuevo la república popular, se disolvieron los tribunales populares y se liberó a los presos políticos. La liberación de los opositores reforzó a los contrarrevolucionarios. El país funcionaba sin jefe del Estado ni Cortes.
Se devolvieron las propiedades nacionalizadas a sus antiguos dueños. Las haciendas confiscadas, sin embargo, no fueron entregadas a los terratenientes, como gesto al campesinado.
El mismo día, se invitó al Partido de los Pequeños Propietarios a entrar en el Gobierno, y el representante Aliado prometió el fin del bloqueo económico. El Gobierno de Peidl trataba de demostrar a los Aliados su ruptura con el régimen anterior y su disposición a seguir una política de moderación. Los Aliados, no obstante, se negaron a reconocer al nuevo Gobierno al contar únicamente con miembros socialistas. El ejército rumano de ocupación tampoco se mostró dispuesto a apoyar al nuevo Gobierno ni a protegerlo de las fuerzas contrarrevolucionarias.
Mientras, ese mismo día, el Ejército recuperaba Szolnok, a las afueras de Budapest y rechazaba a los rumanos. Los Aliados ordenaron a su representante que comenzase negociaciones con Peidl si este aceptaba, como hizo, el armisticio de Belgrado; a la vez Peidl pidió un ejército de ocupación, en parte para contrarrestar a rumanos y checos y en parte para reforzar su Gobierno.
El día 4, se disolvió la policía comunista (Guardia Roja) y regresó la antigua policía. Se ordenó secretamente la captura de los dirigentes comunistas. El nuevo Gobierno no tenía, sin embargo, el control real de ninguna fuerza armada, habiéndose disuelto los batallones de trabajadores.
Las medidas tomadas rápidamente por el nuevo Gobierno trataban de ganarse las simpatías de la burguesía y del campesinado, a la vez que el gabinete comenzaba el 5 de agosto una ronda de conversaciones con los partidos liberales. Ese mismo día y a petición del representante Aliado, se disolvieron la Guardia Roja, ya muy débil y desorganizada, y las demás unidades de voluntarios. También ese día se ordenó la retirada de la moneda impresa durante la república soviética y volvió a entrar en circulación legal la divisa de la monarquía.

## Derrocamiento
Al mismo tiempo, las fuerzas contrarrevolucionarias conspiraban para derrocar al Gobierno y colocar al archiduque José en el poder. La misma noche del día 4, lo trajeron de su castillo a Budapest con idea de hacerse con el poder al día siguiente. Peidl recibió una comunicación desde Viena anunciando que los Aliados iban a apoyar al Gobierno si incluía elementos burgueses, lo que animó a los contrarrevolucionarios a acelerar sus planes, respaldados por el comandante rumano pero rechazados por el representante Aliado.

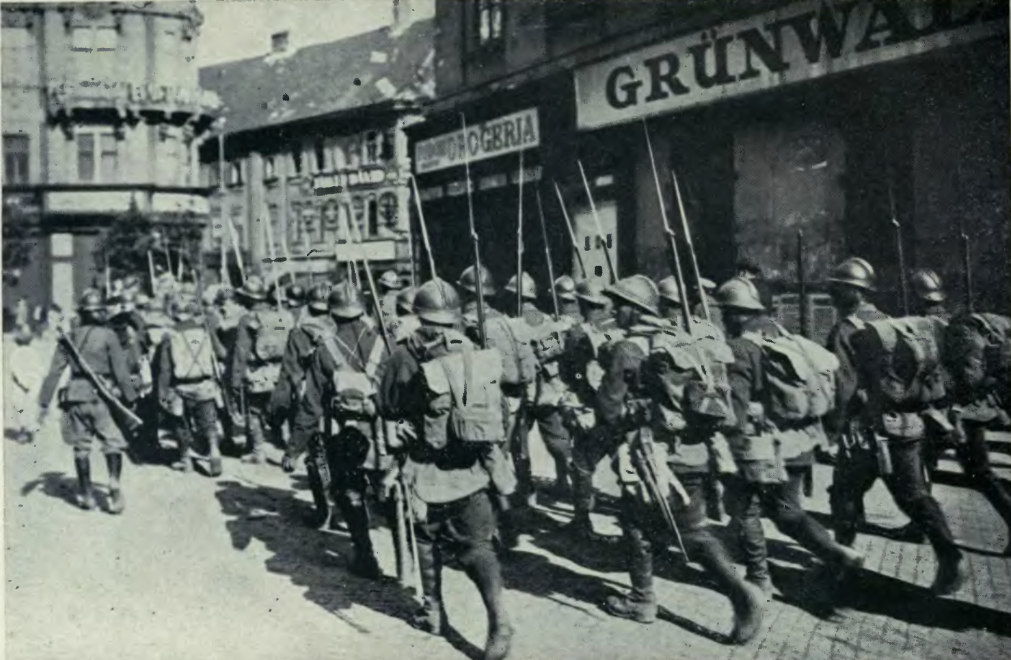
Tropas rumanas entran en Budapest, agosto de 1919.

Los rumanos tomaron la capital el 4 a petición de los contrarrevolucionarios refugiados en Viena, en contra de las advertencias de los Aliados. En el resto del país, el hundimiento de la administración comunista y el vacío que creó llevaron al caos. La situación no era mucho mejor en la capital ocupada, donde se producían saqueos y venganzas.
El día 6, la policía y parte del ejército estaban ya en manos de los conspiradores contrarrevolucionarios. Esa tarde detuvieron al ministro de Interior y se enteraron de que el Gobierno se hallaba reunido en el Palacio Sándor. El general Schnetzer ocupó, con apoyo rumano, el ministerio de Defensa, sin hallar resistencia. Al mismo tiempo, un representante de los coaligados se presentó ante el gabinete, respaldado con cuarenta policías montados y algunos oficiales. Exigió, bajo amenazas de arresto, la dimisión del Gobierno. Peidl protestó débilmente y pidió a los asaltantes que se retirasen. Tras recibir promesas de seguridad personal y de la formación en unos meses de un Gobierno de coalición, el Gobierno decidió ceder al ultimátum. Un contingente rumano que se hallaba en las cercanías del palacio no intervino.
El día 7 el rey de Rumanía, Fernando, entró en la capital. El mismo día, el archiduque José se convirtió en regente e István Friedrich, un industrial, formó un nuevo Gobierno con funcionarios de carrera de los distintos ministerios y parte de los conjurados, en general burgueses plebeyos.
El golpe de Estado frustró las posibilidades de colaboración entre socialistas y liberales, y alejó del Gobierno a algunas destacadas figuras políticas opuestas a la toma del poder por la fuerza.

## Tras el Gobierno
Peidl se exilió en Austria hasta su regreso a Hungría en 1921, donde retomó su actividad sindical. De 1922 a 1931 dirigió la representación socialdemócrata en el Parlamento. Murió en Hungría en 1943.